# 纽尔巴

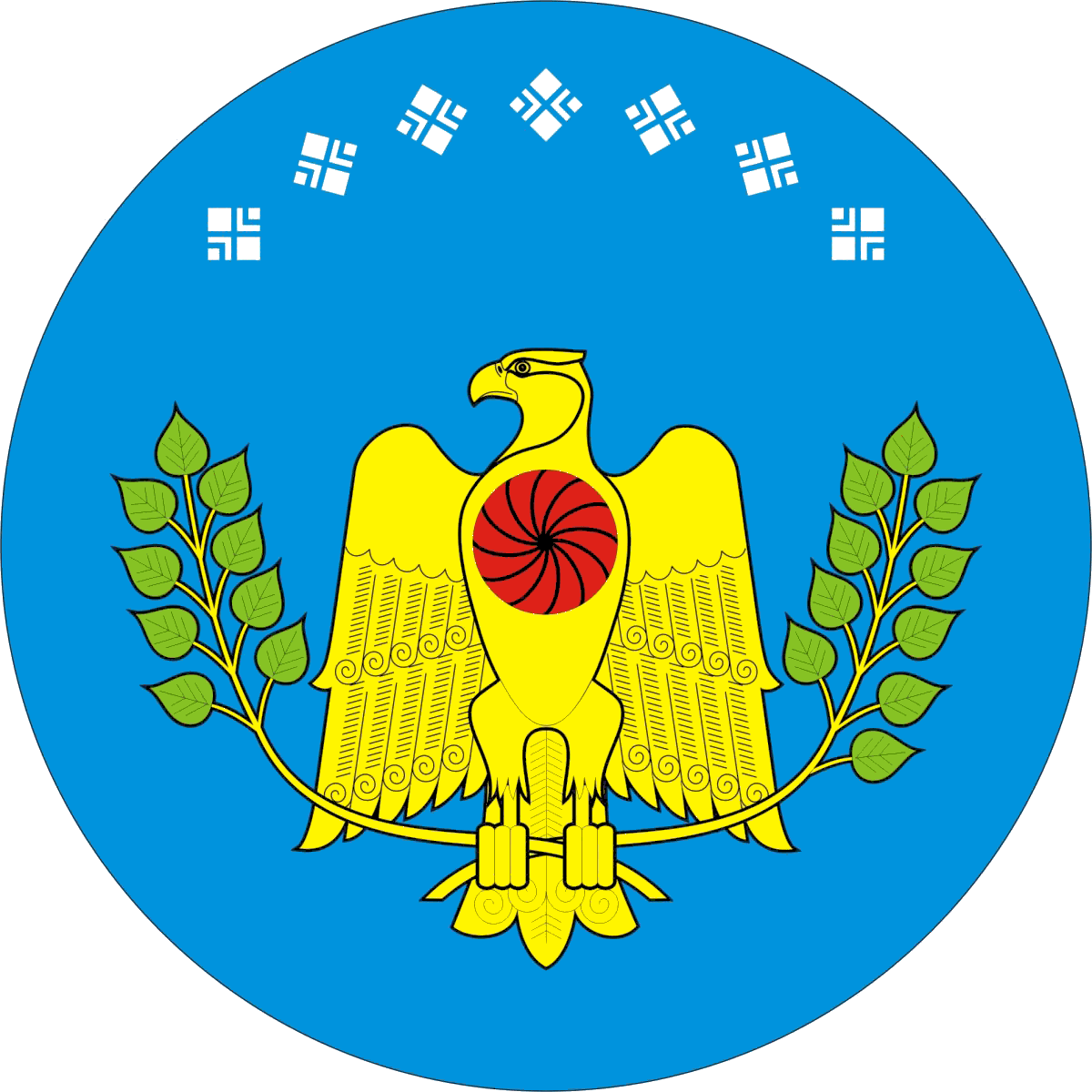
纽尔巴市徽

纽尔巴是俄罗斯萨哈共和国的一座城市。位于维柳伊河畔，雅库茨克西北846公里处。人口10,309人（2002年人口普查）；11,934人（1989年人口普查）。该地于1930年建立，1997年升格为城镇。